# Metalimnobia annulifemur
Metalimnobia annulifemur är en tvåvingeart som först beskrevs av De Meijere 1913.  Metalimnobia annulifemur ingår i släktet Metalimnobia och familjen småharkrankar. Inga underarter finns listade i Catalogue of Life.